# Seven Pieces for Improvising Piano and Strings
Seven Pieces for Improvising Piano and Strings - album pianisty Leszka Możdżera i orkiestry kameralnej Aukso. Wydawnictwo ukazało się w 2004 roku nakładem wytwórni muzycznej Lemon Music.

## Lista utworów
Opracowano na podstawie materiału źródłowego.
1. "Facing The Wind" - 6:10
2. "Biali" - 6:18
3. "Dedede" - 5:12
4. "Wyzwania Metrologii" - 5:13
5. "Miodox" - 5:03
6. "Reicher" - 6:15
7. "Hunchback Porn Angel" - 5:05

Henryk Mikołaj Górecki - Koncert Na Fortepian I Orkiestrą Symfoniczną op.40
1. "Allegro Molto" - 4:02
2. "Vivace" - 3:45